# George Hall
George Henry Hall, 1. vikomt Hall (George Henry Hall, 1st Viscount Hall) (31. prosince 1881, Penrhiwceiber, Wales – 8. listopadu 1965, Leicester, Anglie) byl britský politik. Pocházel z prostých poměrů a od dětství pracoval v důlním průmyslu. Jako člen odborů a Labour Party se po první světové válce dostal do parlamentu, později byl ministrem kolonií a ministrem námořnictva. Ještě během aktivní politické kariéry byl povýšen na vikomta a stal se členem Sněmovny lordů (1946).

## Životopis
Pocházel z Walesu, od dvanácti let pracoval jako horník, později aktivně působil v odborové federaci horníků Jižního Walesu. V letech 1922–1946 byl členem Dolní sněmovny za Labour Party, celou dobu byl poslancem za průmyslové město Aberdare, do parlamentu se dostal jako protiválečný aktivista. V MacDonaldově vládě byl civilním lordem admirality (1929–1931), znovu se do kabinetu dostal za druhé světové války v rámci Churchillova koaličního kabinetu. Byl státním podsekretářem kolonií a zároveň zástupcem ministerstva kolonií v Dolní sněmovně (1940–1942), poté finančním tajemníkem admirality (1942–1943) a státním podsekretářem zahraničí (1943–1945), od roku 1942 byl též členem Tajné rady.
Po druhé světové válce byl státním sekretářem kolonií (1945–1946) a prvním lordem admirality (1946–1951). V roce 1946 byl povýšen na vikomta a vstoupil do Sněmovny lordů, v letech 1947–1951 byl jejím místopředsedou.
Titul vikomta zdědil syn William Hall (1913–1985), který byl lékařem a důstojníkem.